# Porte Saint-Bernard
Porte Saint-Bernard (česky Brána sv. Bernarda) byla brána v Paříži, která byla součástí městského opevnění. Nacházela se na levém břehu Seiny na západním okraji dnešního nábřeží Quai de la Tournelle v 5. obvodu.

## Historie
Brána Saint-Bernard vznikla na konci 15. století proražením jižní stěny Château de la Tournelle východně u mostu Tournelle. Svůj název získala po nedaleké Bernardinské koleji.
Brána byla v roce 1606 za vlády Jindřicha IV. přestavěna ve tvaru mohutného čtvercového pavilonu mezi dnešními domy č. 1 a 3 na nábřeží.
Když Ludvík XIV. nechal zbořit městské hradby, architekt Jacques-François Blondel (1705-1774) postavil v roce 1670 novou bránu Saint-Bernard po vzoru triumfálních bran Saint-Denis a Saint-Martin.
Brána byla definitivně zbořena v roce 1797.